# José Domingo Rus
Pour les articles homonymes, voir José, Domingo et Rus.
José Domingo Rus est l'une des sept paroisses civiles de la municipalité de San Francisco dans l'État de Zulia au Venezuela. Sa capitale est Urbanización El Caujaro.